# Alfa Lum (equip ciclista)
L'equip Alfa Lum va ser un equip ciclista sanmarinès, d'origen italià, de ciclisme en ruta que va competir entre 1982 a 1990.

## Principals resultats
- Escalada ciclista a Montjuïc: Marino Lejarreta (1983)
- Giro del Vèneto: Maurizio Rossi (1986)
- Setmana Ciclista Llombarda: Ivan Ivanov (1989), Nikolai Golovatenko (1990)

### A les grans voltes
- Giro d'Itàlia
  - 9 participacions (1982, 1983, 1984, 1985, 1986, 1987, 1988, 1989, 1990)
  - 5 victòries d'etapa:
    - 1 el 1982: Michael Wilson
    - 1 el 1984: Marino Lejarreta
    - 1 el 1985: Orlando Maini
    - 1 el 1986: Franco Chioccioli
    - 1 el 1990: Vladímir Pulnikov

  - 0 classificacions finals:
  - 3 classificacions secundàries:
    - Classificació per equips: (1985)
    - Classificació dels joves: Vladímir Pulnikov (1989, 1990)

- Tour de França
  - 1 participació (1990)
  - 1 victòries d'etapa:
    - 1 el 1990: Dmitri Kónixev

  - 0 classificacions secundàries:

- Volta a Espanya
  - 4 participacions (1983, 1984, 1989, 1990)
  - 8 victòries d'etapa:
    - 5 el 1983: Giuseppe Petito, Marino Lejarreta (3), Michael Wilson
    - 1 el 1984: Orlando Maini
    - 1 el 1989: Ivan Ivanov
    - 1 el 1990: Assiat Saítov

  - 3 classificacions secundàries:
    - Classificació per punts: Marino Lejarreta (1984)
    - Classificació de joves: Ivan Ivanov (1989)
    - Classificació dels esprints especials: Assiat Saítov (1990)